# Terceira Tech Island

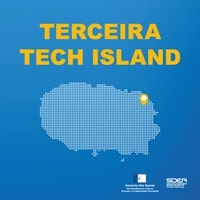

O projeto TERCEIRA TECH ISLAND é uma iniciativa do Governo Regional dos Açores (GRA), no âmbito do Plano de Revitalização Económica da Ilha Terceira (PREIT) que tem como objetivo transformar a ilha Terceira num centro de empresas tecnológicas, substituindo as actividades económicas derivadas da Base das Lajes.

## Formação
O projecto arrancou em Outubro de 2017 e tem por base a formação intensiva nas tecnologias de programação Java, Javascript e OutSystems. Os bootcamps são da responsabilidade de duas das empresas sediadas na Praia da Vitória (Academia de Código e ITUp) e os alunos são financiados a 100% pelo Governo Regional dos Açores. O GRA visa com esta medida criar 420 postos de trabalho aproveitando principalmente o talento local, os cursos têm atraído sobretudo jovens de todas as áreas de formação mas estão abertos a todos aqueles que tenham interesse na sua requalificação profissional.

## Empresas
Aproveitando as vantagens competitivas que a ilha e a Região podem oferecer no desenvolvimento das tecnologias de informação, já aí se sediaram até momento 20 empresas. Entre essas empresas podemos encontrar as seguintes: ACIN Cloud Solutions, Academia de Código, Altice Labs, agap2IT, Bool, bring, Comunitech, Cyberlnov, docdigitizer, Dorae, ForTrevo, Glintt, Infosistema, ITUp, KCS IT, ODQUAY, Quidgest, Viragem.